# Lëtzebuerger Journal
 (avril 2025).
Si vous disposez d'ouvrages ou d'articles de référence ou si vous connaissez des sites web de qualité traitant du thème abordé ici, merci de compléter l'article en donnant les références utiles à sa vérifiabilité et en les liant à la section « Notes et références ».
Le Lëtzebuerger Journal est un média d'information luxembourgeois fondé en 1948. D'abord publié en tant que journal quotidien, il est devenu un magazine numérique à vocation constructive en 2021.

## Histoire
Fondé en 1948 comme organe de presse du Parti démocratique, le Lëtzebuerger Journal a progressivement évolué vers un statut indépendant. Jusqu’en décembre 2020, il était imprimé quotidiennement. Depuis janvier 2021, il s’est transformé en un magazine numérique focalisé sur le journalisme de fond, les analyses sociopolitiques et les questions de société.

## Ligne éditoriale
Le journal met l’accent sur le journalisme constructif, l’investigation, les droits humains et les sujets sociétaux contemporains. Il publie régulièrement des articles en trois langues : luxembourgeois, français et allemand.

## Équipe
Le magazine est dirigé par une équipe plurilingue composée de journalistes, photographes et rédacteurs spécialisés. Son rédacteur en chef est Laurent Schmit.